# Eptesicus brasiliensis
Eptesicus brasiliensis (Desmarest, 1819) è un pipistrello della famiglia dei Vespertilionidi diffuso nel Continente americano.

## Descrizione

### Dimensioni
Pipistrello di piccole dimensioni, con la lunghezza della testa e del corpo tra 55 e 62 mm, la lunghezza dell'avambraccio tra 39 e 43 mm, la lunghezza della coda tra 35 e 40 mm, la lunghezza del piede tra 9 e 11 mm, la lunghezza delle orecchie tra 12 e 15 mm e un peso fino a 10 g.

### Aspetto
La pelliccia è corta, soffice e setosa. Le parti dorsali variano dal marrone scuro al bruno-nerastro, con la base dei peli chiara, mentre le parti ventrali sono più chiare, con la base dei peli nerastra. Il muso è largo, con due masse ghiandolari sui lati. Gli occhi sono piccoli. Le orecchie sono di medie proporzioni, triangolari e con l'estremità appuntita. Il trago è lungo, stretto e arrotondato. Le membrane alari sono nere o bruno-nerastre. La punta della lunga coda si estende leggermente oltre l'ampio uropatagio. Il calcar è più lungo del piede.

## Biologia

### Comportamento
Si rifugia nelle case e in cavità degli alberi. L'attività predatoria inizia tra 30 minuti e un'ora prima del tramonto.

### Alimentazione
Si nutre di insetti catturati su spazi aperti o intorno a luci artificiali.

### Riproduzione
Danno alla luce 1-2 piccoli alla volta due volte l'anno tra luglio e febbraio.

## Distribuzione e habitat
Questa specie è diffusa nel Continente americano, negli stati messicani di San Luis Potosí, Oaxaca e Chiapas, e dalla Costa Rica fino all'Argentina settentrionale e l'Uruguay. È presente anche sull'isola di Trinidad.
Vive nelle foreste sempreverdi e ai loro margini fino a 3.000 metri di altitudine.

## Tassonomia
Sono state riconosciute 4 sottospecie:
- E.b.brasiliensis: Brasile centro-orientale;
- E.b.arge  (Cope, 1889): Argentina nord-orientale, Uruguay, Paraguay, Brasile meridionale;
- E.b.melanopterus (Jentink, 1904): Ecuador e Perù orientali, Colombia meridionale, Brasile occidentale. isola di Trinidad;
- E.b.thomasi (Davis, 1966): Costa Rica, Bacino amazzonico, Colombia, Venezuela, Guyana, Suriname, Guyana francese.

## Conservazione
La IUCN Red List, considerato il vasto areale, la popolazione presumibilmente numerosa, la presenza in diverse aree protette e la tolleranza alle modifiche ambientali, classifica E.brasiliensis come specie a rischio minimo (Least Concern)).